# Zsolcai-halmok
A Zsolcai-halmok kunhalmok (őrhalmok),  Felsőzsolca közigazgatási területén  található földből emelt  mesterséges dombok,  népvándorláskori temetkezési emlékhelyek. Hasonló alakzatok figyelhetők meg Dél-Oroszország egyes sztyeppi területein is, ahol kurgánoknak nevezik ezeket.

## A kunhalmok keletkezése, története
A Kárpát medence, mely tájföldrajzi szempontból egységesnek mondható, sok értékes kultúrtörténeti és földrajzi érték és táji emlék őrzője napjainkban is. Ilyen érték a sajnos századokon át pusztított kunhalom is. Több szempontból is különlegesek ezek, hiszen bár emberi alkotások, vagyis antropogén tájelemek, mégis szervesen hozzátartoztak és hozzátartoznak az Alföldi puszták képéhez, s olyanok mintha eredetileg is odaszülettek volna. Napjainkra a kunhalmok száma sajnos erősen lecsökkent, s döbbenetesnek mondható a pusztulás, ha tudjuk azt, hogy egykori számukat a kutatók negyvenezerre becsülik. A természet védelméről szóló 1996. évi LIII. törvény megjelenéséig sajnos nagyon sok kunhalom elpusztult, megsérült, fokozatosan beszántódott, vagy kincskeresők bolygatásának esett áldozatul. Jogi védelem tehát van, de sajnos még ez sem elegendő feltétel a megmaradásukhoz. Kevesen tudják, hogy nem csak az Alföldön vannak jelen ezek a kunhalmok, de találkozhatunk velük a Sajó–Hernád-síkon is.

## A Zsolcai-halmokról
A  Sajó–Hernád-síkon, Felsőzsolca területén található „Zsolcai halmok”  Magyarország legfontosabb  kunhalompárja. A II. katonai felmérés (1806-1869) során a térképen Geszteihegynek nevezett két halom  később  a III. katonai felmérésnél (1869-1887)  már mint   „Zsolcai-halom” szerepel.  A közeli  Onga település miatt, a köznyelvben  és a botanikai szakirodalomban   Ongai-halmokként ismertetik ezeket. A Sajó teraszán a mezőgazdasági területről átlagosan 5,5 méter magasra kiemelkedő ikerhalom ősgyeppel fedett. A tetőszinteket a múlt században felásták. Érdekességük a talapzatnál látható körkörös árok. Ezekből valószínűleg agyagot termelhettek ki, és ezekkel is magasíthatták a halmokat. Csapadék- és talajvízzel megtelve (mivel eredetileg 3-3,5 m mélyek lehettek), védelmi funkciót is elláthattak. A koruk a környékbeli régészeti leletekből következtethetően kora bronzkor végi (i.e.3500-2000-ig) vagy középső bronzkori lakódombokról (tell halmokról) lehet szó. Az Északi-középhegység déli előterében, a Borsodi-Mezőség, a Taktaköz, a Sajó- és Hernád-völgy területén több hasonló bronzkori lakóhalom ismert, melyek a kárpát-medencei bronzkori tell-kultúra északkeleti határvonalát alkotják. Ettől keletebbre még a Rétközben is találhatunk a lápból kiemelkedő lakódombokat.

## A Zsolcai-halmok morfometriai paraméterei
Nyugati halom: átmérője 80 m, kerülete 251 m, alapterülete 5024 m², relatív magassága 6 m
Keleti halom: átmérője 60 m, kerülete 188 m, alapterülete 2826 m², relatív magassága 5,5 m

## A halmok állat és növényvilága
Mindkét halmon zsályás lösz-pusztagyep vagy más elnevezéssel lösz-pusztarét burjánzik, (Salvio-Festucetum rupicolarae) amelyet eltérő arányban borítanak a jellegzetes társulást alkotó fajok. A halmok több mint száz növényfajnak adnak otthont köztük több reliktum fajnak is. Ilyen például a deres tarackbúza (Agropyron intermedium), a kunkorgó árvalányhaj (Stipa capillata), a közönséges boróka (Juniperus communis), a névadó ligeti zsálya (Salvia nemorosa), a pusztai csenkesz (Festuca rupicolae), az élesmosófű (Chrysopogon gryllus),a fenyérfű (Andropogon ischaenum), a közönséges borkóró (Thalictrum minus), a magyar kutyatej (Euphorbia pannonica) a hengeresfészkű peremizs (Inula germanica), az aranyfürt (Aster linosyris) vagy a csillagőszirózsa (Aster amellus). Kis területe ellenére (0,8 hektár) változatos az állatvilága és a vizsgálatok alapján számos ritka védett állatfaj is előfordul. A magasabbra növő növények között tölti idejét a védett kék futrinka (Carabus violaceus), de megosztja ezt a csöppnyi területet például a lapos kórócsigával (Xerolenta obvia), a kis keresztes futrinkával (Panagaeus bipustulatus), a kis és nagy szarvasbogárral, (Durcus parallelipipedus)(Lucanus cervus) a fürge gyíkkal (Lacerta agilis). Lepkék közül említésre érdemes a tápnövényén fejlődő kutyatej szender (Hyles euphorbiae). De nagyobb testű emlősök kis populációival is találkozunk. A halmok területén róka (Vulpes vulpes) - és lakott borzkotorékokat (Meles meles) találni. Az itt fellelhető állatfajok száma a jelenlegi kutatások alapján közel háromszáz.

## Löszgyepek
Az alföldi szárazgyepek között kiemelt természetvédelmi jelentőséggel bírnak a löszgyepek. Nem csak rendkívüli fajgazdagságuk, de máig fennmaradt állományaik igen csekély kiterjedése, valamint az eredeti természetes vegetációban egykor elfoglalt jelentős szerepük is indokolja alaposabb megismerésüket, az aktuális dinamikájuk feltárására irányuló kutatásokat.
A halmok bár messziről épnek tűnnek, antropogén geomorfológiai szempontból mégis a megbontott halom típusába tartoznak. Ennek oka a mindkét halom tetején tátongó hatalmas kráterszerű mélyedés. Azt, hogy ki és milyen célzattal létesítette ezeket a gödröket, nem lehet tudni. Véleményünk szerint nagy valószínűséggel az elmúlt évszázadok során amatőr kincskeresők a meggazdagodás reményében árkolták fel a halmok központi részét, amire több halom esetén már volt példa. Bár a helyi lakosság körében él egy másik magyarázat is, miszerint a II. világháborúban a visszavonuló németek egy-egy harckocsit ástak be a halmok tetejébe. Annyi bizonyos, hogy a gödrök felszínén a löszgyep ugyanolyan épnek és fajgazdagnak tűnik, mint a bolygatatlan halom oldalakon, intenzív gyomosodás jelei nem láthatóak. Invazív fajok megjelenése sem jellemző. Ez a tény mindenképpen egy jóval korábbi bolygatást tételez fel.